# Tipula (Microtipula) decolorata
Tipula (Microtipula) decolorata is een tweevleugelige uit de familie langpootmuggen (Tipulidae). De soort komt voor in het Neotropisch gebied.